# タンガニーカ準州

タンガニーカ準州
Tanganyika Territory

国歌: God Save the Queen（英語）
女王陛下万歳

11がタンガニーカ

タンガニーカ準州（英語: Tanganyika Territory）は、東アフリカに於けるイギリスの信託統治領である。

## 解説
イギリスによる軍事占領下から始まり、1922年7月20日より委任統治領に、1946年より信託統治領となった。
第一次世界大戦前、タンガニーカはドイツ領東アフリカを構成する一部だった。東アフリカ戦線中、イギリスとベルギー領コンゴの軍によって占領されていった。その後、国際連盟はイギリスによる統治を認め、この地域を「タンガニーカ」と改名した。
1961年にはタンガニーカとしてイギリスから独立し、イギリス連邦の一員となった。1年後には共和制ヘと移行したことによって、現在のタンザニアの一部になる。